# 矢野侑子
矢野 侑子（やの ゆうこ）は、日本の舞台女優。劇団四季所属。徳島県徳島市出身。

## 人物
- 初めて見たミュージカルは『人間になりたがった猫』。
- 幼いころからピアノを習ってはいたが、ミュージカルのレッスンなどは一切受けたことがなかった。
- 大学3年生の時に、劇団四季のオーディションを受け合格（ヴォーカル部門）し、研究所に入所する。

## 出演作品
- 嵐の中の子どもたち (カロリー 役)
- サウンド・オブ・ミュージック (シスター・マルガレッタ 役)
- ジーザス・クライスト＝スーパースター (アンサンブル 役)
- 魔法をすてたマジョリン  (ブツクサス 役)